# Underveis
Underveis är ett musikalbum med Jan Eggum, utgivet 1991 av skivbolaget Grappa Musikkforlag A/S. Albumet, som var det första albumet med Jan Eggum som inte utgavs på vinyl. Underveis nominerades till Spellemannprisen 1991 i klassen "Visesang", men prisen vanns av Kari Bremnes. Eggums kolleger i Gitarkameratene, Lillebjørn Nilsen, Halvdan Sivertsen och Øystein Sunde, är med på två av låtarna.

## Låtlista
1. "Hemmelig" – 3:30
2. "Då ska eg komme" – 4:15
3. "Ta meg med" – 5:11
4. "Hagens hotell" – 4:43
5. "Bit av ditt hjerte" – 4:18
6. "Underveis" – 4:40
7. "Befri meg" – 3:33
8. "Per og Lise" – 3:13
9. "Sigøynerblod" – 3:48
10. "Blikket" – 3:04
11. "Jomfru" – 3:36

- Alla låtar skrivna av Jan Eggum.

## Medverkande
Musiker
- Jan Eggum – sång, akustisk gitarr
- Bugge Wesseltoft – orgel, piano, synthesizer, dragspel, körsång
- Eivind Aarset – gitarr, körsång
- Audun Erlien – basgitarr, körsång
- Paolo Vinaccia – trummor, percussion, körsång
- Bendik Hofseth – saxofon (på "Hemmelig" och "Bit av ditt hjerte")
- Cikada Strykekvartett – stråkinstrument (på "Hemmelig" och "Befri meg")
- Jens Wendelboe – dirigent, arrangement (på "Hemmelig" och "Befri meg")
- Knut Reiersrud – gitarr (på "Då ska eg komme"), slidegitarr (på "Underveis"), banjo på ("Blikket")
- Steinar Ofsdal – flöjt (på "Ta meg med")
- Sverre Henriksen – körsång (på "Bit av ditt hjerte")
- Amund Enger, Geir Rebbestad – körsång (på "Underveis" och "Per og Lise")
- Halvdan Sivertsen, Lillebjørn Nilsen, Øystein Sunde – körsång (på "Per og Lise" och "Sigøynerblod")

Produktion
- Sverre Henriksen – musikproducent
- Yann Aker – foto
- Ingvar Moi – omslagsdesign